# Geoda
Geode (iz grškega starogrško γεώδης  geōdēs, podoben zemlji)  so geološke tvorbe, zaprte votline v sedimentnih (večinoma apnenčastih) in nekaterih vulkanskih kamninah, ki so  delno ali skoraj v celoti  napolnjene s kriptokristalinično ali kristalno čisto mineralno snovjo. Geode so torej velike votle sekrecije. Imajo lahko kakršnokoli obliko, vendar so najpogostejše izometrične, okrogle ali elipsoidne oblike.
Geode se razlikujejo od vugov po tem, da so slednji zaokrožene strukture v obkrožujoči kamnini in se lahko pogosto izluščijo brez poškodb. Razlikujejo se tudi od nodulov, ki so nastali s kristalizacijo minerala okoli jedra nodula. Obe strukturi vsebujeta minerale, ki so se odložili iz podtalnice ali v hidrotermalnih procesih.  Lupina geode je običajno iz kalcedona (kriptokristaliničen kremen), v notranjosti pa so lahko različni minerali, običajno kot kristali. Najpogostejši so  kalcit, pirit, kaolinit, sfalerit, milerit, barit, celestit,  dolomit, limonit, smitsonit, opal, kalcedon in makrokristalinični kremen, ki je v geodah daleč najpogostejši.  Največ geod se najde v bazaltnih lavah in apnencih. Mnogo geod se najde tudi v puščavah.

## Nastanek
Geoda lahko nastane v kakršni koli votlini, vendar je izraz rezerviran za bolj ali manj okrogle tvorbe v vulkanskih ali sedimentnih kamninah. Nastanejo lahko tudi v plinskih mehurčkih v vulkanskih kamninah (mandlji), na primer v bazaltnih lavah, ali v okroglih votlinah v sedimentnih kamninah. Ko so se stene votline v osnovni kamnini ohladile in strdile, so se začeli na njeni notranji steni odlagati najprej silikati in/ali karbonati. Kasneje so se iz podtalnice ali hidrotermalne raztopine  začela  izločati tudi  gradiva mineralov. Kamnina, v kateri je geoda nastala, je sčasoma razpadla in na površini pustila geodo, če je bila ta zgrajena iz bolj odpornega gradiva, na primer iz kremena.
Na prerezani geodi so pogosto vidne plasti mineralov iz različnih obdobij njenega nastajanja. Včasih so opazni tudi sledovi odprtin, po katerih je pritekala in odtekala raztopina mineralov. Različno obarvane plasti kažejo na različno kemijo procesov.

## Barva
Vsebino geode je brez odpiranja težko določiti. Na  določenem  nahajališču imajo običajno podoben videz. Barva in barvni pasovi v njej so posledica različnih nečistoč. Rjavo obarvanje kremena, na primer,  povzročajo železovi oksidi. Geode najpogosteje  vsebujejo čist kremen, lahko pa tudi ametist, ahat, kalcedon, jaspis, kalcit, dolomit, celestin in druge minerale, ki so lahko v kristalni obliki ali v obliki kompaktnih slojev. 
Geode in rezine geod se včasih barvajo z metnimi barvili. Nenavadne barve ali celo nenavadne oblike so običajno posledica umetnih sprememb. 

## Razširjenost
Geode so pogoste v nekaterih geoloških tvorbah v ZDA, predvsem v Indiani, Iow, Missouri, zahodni Illinois, Kentucky in Utah). Pogoste so tudi v Mendip Hillsu,  Somerset, Anglija, kjer jih domačini imenujejo »krompirjasti kamni«.

## Vugi in kristalne votline
Geologi so leta 2000 v opuščenem rudniku srebra pri Almerii, Španija, odkrili votlino, napolnjeno z ogromnimi kristali sadre. Široka  je 1,8 m, visoka 1,7 m in dolga 8 m in je največja do zdaj odkrita tovrstna votlina. Vhod v votlino so po odkritju zasuli in ga zavarovali s policijo. Geologi domnevajo, da je votlina nastala v mesinski solni krizi pred približno 6 milijoni let. ko je Sredozemsko morje izparelo in za seboj pustilo debele sloje slanih sedimentov (evaporiti). Votlina ni dostopna za turiste.
Največja znana kristalna jama ali vug je Kristalna jama, celestinska geoda z največjim  premerom 10,7 m. Jama je blizu vasi  Put-in-Bay, Ohio, na otoku South Bass na jezeru Erijskem jezeru.

## Galerija
- Geoda v matični kamnini
- Geoda z ametistnim rižem, National Museum of Scotland
- Fluorit in kalcit na stalaktitih iz kremena
- Geoda s celestitom , Mahajanga, Madagaskar
- Kalcitna geoda
- Ahat
- Ametist, Brazilija
- Geode v  Wadi el-Battich, Egipt